# Ganztagsgymnasium Osterburken
Das Ganztagsgymnasium Osterburken (kurz: GTO) ist ein öffentliches, voll ausgebautes allgemeinbildendes Gymnasium in der Trägerschaft des Neckar-Odenwald-Kreises.

## Geschichte
Das Ganztagsgymnasium Osterburken wurde 1965 als Progymnasium Osterburken gegründet. Ziel war es, den Schülern im ländlichen Raum den Zugang zum Gymnasium erleichtern. 1966 wurde die gymnasiale Neugründung durch Kultusminister Hahn zur ersten Modellschule des Landes Baden-Württemberg bestimmt. Das neue Schulgebäude wurde von den Architekten Jan C. Bassenge, Kay Puhan-Schulz und Hasso F. Schreck entworfen, die dafür 1972 mit dem Hugo-Häring-Preis ausgezeichnet wurden.
1971 wurde der Schule ein Realschulzug angegliedert, der jedoch 1983 verselbständigt wurde. Seit 1983 ist das Ganztagsgymnasium Osterburken ein reines Gymnasium mit einem naturwissenschaftlichen (Sprachenfolge Englisch/Französisch oder Latein) und einem neusprachlichen Profil (Sprachenfolge Englisch/Latein oder Französisch/Spanisch). Das Ganztagsgymnasium Osterburken unterrichtet nach den baden-württembergischen Lehrplänen, jedoch mit einigen unterrichtlichen und außerunterrichtlichen Zusatzprogrammen.

## Schwerpunkte
Das Ganztagesangebot des Ganztagsgymnasiums Osterburken ermöglicht die im Bildungsplan 2004 des Landes Baden-Württemberg geforderten Standards (persönliche, praktische und politische Bildung) optimal umzusetzen und die Personal-, Sozial-, Methoden- und Fachkompetenz entsprechend zu fördern. Dazu bietet der Ganztagsbetrieb grundlegende strukturelle und räumliche Voraussetzungen. Kontakt und Gruppenfähigkeiten werden gefördert, Regeln der Gemeinschaft erlebt und angewandt, Toleranz, Selbständigkeit und Eigenverantwortlichkeit eingeübt. Dazu werden folgende Zusatzangebote gemacht:
- verschiedene Arbeitsgemeinschaften
- differenzierter Förderunterricht ab Klasse 5
- Erledigen der Hausaufgaben in der Schule unter qualifizierter Mithilfe der Fachlehrer

### Umsetzung des achtjährigen Gymnasiums
Das achtjährige Gymnasium (verkürzter Bildungsgang – G8) wurde zum Schuljahr 2004/2005 an allen Gymnasien Baden-Württembergs verpflichtend eingeführt. Das Ganztagsgymnasium Osterburken konnte bereits vorher Erfahrungen mit dem achtjährigen Gymnasium sammeln.
Ab 2004 wurden zwei Fremdsprachen ab Klasse 5 unterrichtet.

### Wahlfächer
Die erste Fremdsprache ist Englisch. Bei der zweiten Fremdsprache kann zwischen Latein und Französisch gewählt werden. Ab dem Schuljahr 2015/16 wird auch Spanisch als Fremdsprache angeboten werden. Am Ende der 6. Klasse können die Schülerinnen und Schüler erneut wählen. Wenn als 2. Fremdsprache Latein gewählt wurden, besteht die Möglichkeit entweder Spanisch (3. Fremdsprache) oder den naturwissenschaftlichen Fächerverbund NwT zu wählen. Wenn als 2. Fremdsprache Französisch ausgewählt wurde, kann eine 3. Fremdsprache (Spanisch) oder NwT gewählt werden.
Das jeweilige Wahlfach wird dann ab der 8. Klasse unterrichtet. Die Klassen werden allerdings schon ein Jahr zuvor, je nach Wahl neu gemischt, um ein Eingewöhnen zu erleichtern.

## Besondere Angebote

### Bibliothek
Die GTO-Bibliothek ist eine öffentliche Bibliothek des Neckar-Odenwald-Kreises. Der Bestand umfasst ca. 48 000 Bücher und andere Medien für die schulische und berufliche Aus-, Fort- und Weiterbildung, für die Freizeitgestaltung und Unterhaltung. Sie ist eine Außenstelle der Badischen Landesbibliothek in Karlsruhe und somit an das allgemeine Bibliothekensystem angeschlossen, so dass auch Fernleihe möglich ist, wenn Bücher nicht im Bestand geführt werden. Ein Internet-Terminal als Anschluss an den Katalog der Badischen Landesbibliothek steht zur Verfügung.
Es werden regelmäßig Autorenlesungen für Erwachsene und Schulklassen, Ausstellungen, Vorträge, Vorlesenachmittage und Musikveranstaltungen angeboten.
Der Bibliotheksarbeit wird im Ganztagsgymnasium Osterburken eine große Bedeutung beigemessen. Das reichhaltige Angebot an Nachschlagewerken, Handbüchern und Bibliographien erleichtert auch die unterrichtsbegleitende und vertiefende selbständige Arbeit der Schüler.

### Schüleraustausch
Vor allem in der Mittelstufe stellt der Schüleraustausch ein wichtiger Bestandteil des Schulcurriculums dar. Ziel ist es, dass jeder Schüler an einem Schüleraustausch teilnimmt.
Im Rahmen des EU-Bildungsprogramms Comenius unterhält das Ganztagsgymnasium Osterburken Schulpartnerschaften zu je zwei Schulen in Frankreich, Italien und Ungarn und je einer Schule in Belgien, Polen und den Niederlanden.

### Schwimmbecken
Die Schule verfügt über ein eigenes Schwimmbecken, das nur dem in den Sportunterricht integrierten Schwimmunterricht dient. Das Schwimmbecken ist 8 Meter breit und 16,66 Meter lang.

## Musik und Gesang
Das Große Blasorchester, verschiedene Bläsergruppe, das Streicherensemble, die Big Band, die Kiddies Band sowie der Unterstufen- und Oberstufenchor sind feste Einrichtungen am Ganztagsgymnasium Osterburken.

### Big Band
Die Big Band des Ganztagsgymnasiums Osterburken ist seit ihrem 2. Platz beim Landeswettbewerb 1999 von Jugend jazzt landesweit bekannt. Auf der offiziellen CD des Landeswettbewerbs ist die Big Band mit zwei Stücken vertreten.
Bei Schulveranstaltungen, beim Jazzsymposium und bei den Weihnachtskonzerten der Awasa-Aktion ist die Big Band live zu hören und zu sehen.

### Jazz-Symposium
Seit 1987 findet alljährlich ein eintägiges Treffen von mehreren Jazzbands aus den Schulen Baden-Württembergs statt. Ursprünglich war es als Treffen mit den Jazz-Bands der Nachbarschulen geplant. Durch die Unterstützung des Programms Begegnungen der Schulmusik hat es weiterentwickelt, so dass jedes Jahr etwa sechs Bands teilnehmen. Der Schwerpunkt der gemeinsamen Arbeit liegt in Übungsphasen mit den Jazzmusikern. In leistungshomogenen Combo-Gruppen, die aus Musikern aller Teilnehmerbands zusammengesetzt werden, arbeiten die Jazzer mit den Schülern, wobei auf Improvisationsübungen viel Wert gelegt wird.
Traditionell endet der Tag mit einem Abschlusskonzert in der GTO-Aula, bei dem neben dem gemeinsamen Abschlussstück jede Band sich mit drei bis vier Beiträgen dem Publikum vorstellt.

## Soziales Engagement
Das Ganztagsgymnasium Osterburken unterstützt seit 1983 die Hilfsaktionen des Vereins Hungernde Kinder e. V. Dieser gemeinnützige Verein wurde 1982 mit dem Ziel gegründet, hunger- und notleidende Kinder in Awasa (Äthiopien) zu unterstützen und die Schul- und Berufsausbildung zu verbessern.
Die genauen Hilfsprojekte werden den Schülern bereits vorher genannt, so dass die Schüler sehr engagiert und motiviert sind. In den Unterrichtsfächern wird auf das Projekt Bezug genommen und durch gezielte Vorträge zum Thema Entwicklungshilfe und Äthiopien wird die Sensibilität der Schüler und Eltern zusätzlich gesteigert. Auch durch schnelle direkte Rückmeldung über die Verwendung der Gelder und entsprechende Dankesbriefe identifizieren sich die Schüler sehr stark mit den Entwicklungshilfeprojekten.
Um Spendenbeiträge weitergeben zu können, veranstaltet die Schülermitverantwortung (SMV) des Ganztagsgymnasiums Osterburken in der Vorweihnachtszeit einen Weihnachtsmarkt im ganzen Schulgebäude. Alle Klassen sind dabei aufgerufen, sich durch verschiedene Aktivitäten zu beteiligen, die unterhaltsam und doch zweckmäßig sein sollen. Die Angebote reichen von der schon traditionellen Waffelbäckerei bis hin zum Pizzaverkauf, von der Teestube bis zur Obstbar. Filmvorführungen, Trödelmärkte und Sportspiele von Schüler- und Lehrermannschaften runden das Programm ab.
Die verschiedenen Musikgruppen bieten alljährlich in den Kirchen in Osterburken zwei Weihnachtskonzerte mit völlig unterschiedlichen Programmen dar.

## Förderverein
Es besteht eine Vereinigung der Freunde und Förderer des Ganztagsgymnasium Osterburken e. V. Ziel des Fördervereins ist es, den Kindern des ländlichen Raumes eine Schule zu bieten, die einen Beitrag zur Chancengleichheit und zur Modernisierung des Bildungssystems ermöglicht. Die Vereinigung hilft bei der Anschaffung von Einrichtung und modernen Bildungsmitteln, für die es von staatlicher Seite oder vonseiten des Schulträgers nicht die gewünschten Zuschüsse gibt.